# Víctor García San Inocencio
Víctor García San Inocencio (Santurce, San Juan, 6 de febrer de 1958) és un advocat i polític portoriqueny, portaveu de la minoria del Partit Independentista Porto-riqueny a la Cambra de Representants de Puerto Rico des de 1997 fins a 2009. García San Inocencio va ser conegut per obtenir la majoria de vots entre tots els candidats aspirants al lloc de Representant per acumulació, malgrat la força dels dos principals partits polítics, normalment obtenint un 2–4% més vots respecte al segon millor.